# Сегизбай (Омская область)
Сегизба́й — аул в Азовском немецком национальном районе Омской области, входит в состав Берёзовского сельского поселения.
Население — 363 чел. (2021)

## Физико-географическая характеристика
Аул находится в лесостепной зоне Омской области, в пределах Ишимской равнины, являющейся частью Западно-Сибирской равнины). Высота центра населённого пункта — 107 метров над уровнем моря. Гидрографическая сеть не развита: реки и озёра в окрестностях аула отсутствуют. В окрестностях аула распространены чернозёмы обыкновенные.
Сегизбай расположен в 58 километрах к юго-западу от центра Омска и 12 км к северо-западу от районного центра села Азово.
Климат
Климат резко континентальный (согласно классификации климатов Кёппена — влажный континентальный климат (Dfb) с тёплым летом и холодной и продолжительной зимой), с явно выраженными климатическими сезонами и значительными колебаниями температур в течение года. Многолетняя норма осадков — 383 мм. Наибольшее количество осадков выпадает в июле — 62 мм, наименьшее в марте — 13 мм. Среднегодовая температура положительная и составляет + 1,3° С, средняя температура самого холодного месяца января − 17,5° С, самого жаркого месяца июля + 19,6° С.
Часовой пояс
Сегизбай, как и вся Омская область, находится в часовой зоне МСК+3. Смещение применяемого времени относительно UTC составляет +6:00.

## История
К середине XIX века кочевое население будущего казахского аула Сегизбай находит пристанище-зимовку на урочище Джалпак-Чилик. По переписи 1897 года здесь было выявлено 3 кибиткохозяйства с населением 24 человека. В начале XX века население аула причисляло себя к потомкам рода Кыпчак, который перекочевал в пределы будущего Омского уезда из Кокчетавских степей.
По данным на 1901 год, аул входил в V административный аул Омской киргизской волости. Аул обладал колодцем со срубом, с достаточным количеством пресной воды, обеспечивавшим небольшое стадо. В радиусе до 10 вёрст от Сегизбая размещались десятка два мелких киргизских аула. По мере создания переселенческих посёлков и заселения ближайших урочищ и пастбищ, занятые киргизами земли заметно сократились. Аулы стали более привязаны к наиболее выгодным зимним стоянкам, но процесс перехода на оседлый образ жизни затянулся на десятилетия.
В 1928 году кибитковладельцы аула объединились в колхоз «Казахстан». В 1936 году в колхозе возделывались почти 440 га зерновых, на конеферме содержалось 137 голов, из них 57 рабочих лошадей. При колхозе была организована кузница для обслуживания колхоза, открыта семилетняя школа, где обучались дети из ближайших аулов.
К 1965 году население аула превысило 650 человек, однако в 1960-е в результате реформ по укрупнению колхозов и изменений административного деления, распались и прекратили своё существование аулы, расположенные по соседству с Сегизбаем: Альке, Теттобай, Казанка, Крык-Кудук, Караул, Сармат, Сарказах, Секербай, Чунай и др. Часть этого населения переехала в аул Сегизбай, часть мигрировала в различных направлениях. К концу 1980-х население аула сократилось почти вдвое.

## Население
| 1897 | 1924 | 1939 | 1963 | 1965 | 1970 | 1989 | 2002 | 2003 |
| ---- | ---- | ---- | ---- | ---- | ---- | ---- | ---- | ---- |
| 24   | ↗92  | ↗239 | ↗633 | ↗646 | ↘602 | ↘332 | ↗371 | ↘369 |
| 2010 | 2021 |      |      |      |      |      |      |      |
| ↘350 | ↗363 |      |      |      |      |      |      |      |

## Инфраструктура
В ауле имеется основная школа с преподаванием казахского языка как родного, сельский дом культуры, библиотека, центр казахской культуры, ФАП, частный магазин.